# Vaughan Pratt
Vaughan Ronald Pratt (nacido en 1944), un Profesor Emeritus en la Universidad Stanford, es un pionero en el campo de informática. Publicando desde 1969, Pratt ha hecho varias contribuciones a áreas fundacionales como algoritmos de búsqueda, algoritmos de ordenación, y tests de primalidad. Más recientemente su búsqueda se ha centrado en el modelado formal de sistemas concurrentes y espacios de Chu. Un patrón de aplicar modelos de áreas diversas de las matemáticas como geometría, álgebra lineal, álgebra abstracta, y especialmente lógica matemática a informática se extiende por su trabajo.

## Carrera
Criado en Australia y educado en la Escuela de Gramática Knox, donde se graduó en 1961, Pratt atendió a la Universidad de Sídney donde completó su tesis de maestría en 1970, relacionado con lo que ahora es conocido como procesamiento de lengua natural. Entonces fue a los Estados Unidos, donde completo una Tesis de Ph.D. en la Universidad Stanford  en solo 20 meses bajo la supervisión de Donald Knuth. Su tesis se centró en el análisis del algoritmo de ordenación shellsort y las redes de ordenamiento.
Pratt fue un Profesor Ayudante en el MIT (1972 a 1976) y después Profesor Asociado (1976 a 1982). En 1974, trabajando en colaboración con Knuth y Morris, Pratt completó y formalizó el trabajo que había empezado en 1970 como estudiante de posgrado en Berkeley; el resultado del que fue coautor fue el Algoritmo Knuth-Morris-Pratt. En 1976,  desarrolló el sistema de lógica dinámica, una lógica modal de comportamiento estructurado.
Fue del MIT a Stanford (1980 a 1981), y fue nombrado un profesor de pleno en Stanford en 1981.
Pratt dirigió el proyecto SOL workstation en Stanford de 1980 a 1982. Contribuyó en varias maneras a la fundación y operación temprana de Sun Microsystems, actuando en la función de asesor por su primer año, entonces, tausentándose de Stanford por los próximo dos años, deviniendo Director de Investigación, y finalmente retomando su función como asesor y regresando a Stanford en 1985.
También diseñó el logotipo de Sun, el cual presenta cuatro copias intercaladas de la palabra Sun;  es un ambigrama.
Pratt se convirtió en profesor emeritus en Stanford en el 2000.

## Contribuciones importantes
Un número de algoritmos bien conocidos llevan el nombre de Pratt. Los Certificados de Pratt, pruebas cortas de la primalidad de un número, demostraron en una manera práctica que la primalidad puede ser eficientemente verificada, colocando el problema de la Prueba de primalidad en la clase de complejidad NP y proporcionando la primera evidencia fuerte de que el problema no es co-NP-completo.
El Algoritmo Knuth-Morris-Pratt, el cual Pratt diseñó en el principio de los 1970s junto con su compañero profesor en Stanford Donald Knuth e independientemente de Morris, es todavía el algoritmo de búsqueda de subcadenas general más eficaz conocido hoy. Junto con Blum, Floyd, Rivest, y Tarjan,  describió median de medians, el primer algoritmo de selección optimo en el   peor-caso. 

### Construcción de herramientas útiles
Pratt Construyó algunas herramientas útiles.  En 1976,  escribió una publicación sobre CGOL, una sintaxis alternativa para MACLISP que había diseñado e implementó.  Su parser es a veces llamado un "Parser Pratt" y ha sido utilizado en sistemas posteriores, como MACSYMA. Douglas Crockford también lo utilizó como el parser subyacente para JSLint.  Pratt también implementó un editor de texto basado en TECO el cual nombró "DOC", el cual fue más tarde rebautizado a "ZED".
En 1999, Pratt construyó el servidor de web más pequeño del mundo (en ese momento)  — del tamaño de una caja de fósforos.

### Otras contribuciones
Pratt fue acreditado de proponer en una revista Byte de 1995 que el error de división del Intel Pentium podría tener consecuencias peores que las que Intel o IBM pronosticaban en aquel momento.
Hoy Pratt tiene una amplia influencia. Además de ser profesor en Stanford, mantiene afiliación en al menos siete organizaciones profesionales. Es un socio en la Enlace
español
Association for Computing Machinery. Es también el presidente y CTO de TIQIT Ordenadores, Inc..